# Adam Schall
Johann Adam Schall pl. Bell ali kar Adam Schall (nemško Johann Adam Schall von Bell;  izg.: ‹johan adam šal fon bèl›; latinsko Johannes Adamus Schall Germanus;  mandžursko: ᡨᠠᠩ ᡰ᠊ᠣ᠋ ᠸᠠᠩ/Tang žo wang; kitajsko: Tang Ruowang, tradicionalna kitajščina:湯若望); nemški jezuit, duhovnik, misijonar, matematik, astronom in raziskovalec * 1. maj 1591, Köln, Sveto Rimsko cesarstvo; † 15. avgust 1666 Peking (Džingši, okraj Šuntjan, Džili, Čingova vladarska hiša - Kitajska). Bil je svetovalec kitajskega cesarja Šundžija iz Čingove vladarske hiše.

## Življenjepis

### Mladost in poklic
Adam Schall von Bell se je rodil plemenitim staršem v Kölnu ali v bližini Lüftelberga (danes del Meckenheima) v Svetorimskem cesarstvu. Po diplomi na jezuitski gimnaziji v Kölnu se je preselil v Rim in študiral predmete, kot sta matematika in astronomija na Germaniku. Leta 1611 je vstopil v Družbo Jezusovo in nadaljeval šolanje na Gregoriani.

### Misijoni
Leta 1618 je s skupino misijonarjev pod vodstvom Nikolaja Trigaulta na portugalski ladji odšel na Kitajsko. Naslednje leto je skupina prispela do portugalskega trgovskega pristanišča Macau, kjer se je Adam nekaj časa učil  kitajščine. Z misijonarjenjem na celinskem Kitajskem je začel leta 1622, vendar le z omejenim uspehom. Istega leta je sodeloval v bitki za Macau pri njegovi obrambi pred nizozemskim napadom in on osebno ujel za talca nizozemskega kapitana iz te zmagovite bitke. 

### Od vede do vere
Kitajci so bili izredno ponosni na svoje znanstvene dosežke, slavno zgodovino in starodavno omiko. Jezuiti so jim hoteli pokazati, da jih je Kitajski zid sicer varoval pred vdori selivskih ljudstev, vendar pa je preprečil, da bi lahko spremljali nova odkritja in znanstveni napredek, na katerega je s hitrimi koraki krenil Zahod v novem veku. Zato so jezuiti hoteli priti v stik s samim cesarjem in mu posredovati najnovejše dosežke vede, a prek njih privesti njega in ljudstvo k veri - h krščanstvu. V tem je prednjačil Matej Ricci. Isto pot pa so nadaljevali drugi, med katerimi se je odlikoval njegov nekdanji novinec Adam Schall.
Adam Schall je torej v prilagajanju kitajskim navadam posnemal Mateja Riccija. Postal je mandarin na matematičnem vseučilišču oziroma razsodišču cesarja, čigar naklonjenost je užival brez omejitev. Njegovo delovanje je bilo popolnoma po okusu Kitajcev. Njegovemu vplivu gre pripisati dejstvo, da je celo v cesarski palači živelo 38 kristjanov. Schall se je spoznal prav na vse: od popravljanja in uglaševanja starih klavirjev pa vse do vlivanja novih topov.
S cesarjem Šundžijem  je bil v tako prijateljskih odnosih, da je lahko prihajal in odhajal iz njegovega stanovanje kadarkoli po želji in brez  kakršnekoli formalnosti, kar je bilo za Kitajce nekaj nezaslišanega. Cesar Šundži ga je klical za očeta in se je z njim pogostoma ure in ure učeno pogovarjal o Soncu, Zemlji, zvezdah. 
Schall je v sodelovanju z italijanskim jezuitom Rhojem izboljšal in izpopolnil kitajski koledar.

### Dela

#### Njegova dela
- Historica narratio de initio et progressu missionis Societatis Jesu apud Chinenses, ac praesertim in regia Pequinensi. Dunaj 1665.
- Historia relatio de ortu et progressu fidei orthodoxae in regno Chinensi per missionarios Societatis Jesu ab anno 1581 usque ad annum 1661. Regensburg 1671.

## Smrt in spomin
Pri vsem svojem delovanju je pater Anton imel vedno kot glavni namen širjenje krščanstva in je v ta namen zgradil številne cerkve. Krščanstvo se je tako širilo, da je že vsaka pokrajina imela svojega škofa.

### Padec v nemilost in smrt
Ko je za časa skrbništva štirih mandarinov po Šundžijevi smrti izbruhnilo preganjanje kristjanov, so Schalla obsodili na smrt z razčetverjenjem. Prav takrat pa so izbruhnili požari, državo so prestrašili potresi; sodniki se iz strahu pred ljudmi niso upali izvršiti smrtne obsodbe, ampak so ga spustili na svobodo. Veliko je pripomoglo tudi Verbiestovo posredovanje, ki je dokazal, da Schall ni kriv za to, da ni prišlo ob napovedanem času do mrka, in da je ravno tedaj zadela cesarstvo nesreča. 
Stalno naporno delo, še bolj pa hudine, ki jih je moral prenašati v zaporu, so načele njegovo sicer trdno zdravje. 
Tako je kmalu po izpustitvi na Marijin praznik Veliki Šmaren – 15. avgusta 1666 – umrl v Pekingu. 
Pokopan je na jezuitskem pokopališču Džalan, kjer se nahaja vse do danes tudi njegov spomenik. To pokopališče je pretrpelo skrunitve, razdejanja in uničevanja zlasti v 20. stoletju, vendar se je njegov spomenik ohranil. Na njem počiva poleg Schalla, Riccija, Verbiesta in Castiglioneja tudi naš rojak Avguštin Hallerstein.

#### Knjige o njem
Strokovno slovstvo
- Siegmund Günther (1890), »Schall von Bell, Adam«, Allgemeine Deutsche Biographie (ADB) (v nemščini), zv. 30, Leipzig: Duncker & Humblot, str. 556–557
- Martin Gimm: Leben und Wirken von P. Adam Schall v. Bell – chronologische Übersicht zu seinem zeitlichen Umfeld. In: Deutsche China Gesellschaft Mitteilungsblatt 2008, Heft 2, S. 24–44.
- Werner Neite (Hrsg.): Johann Adam Schall von Bell, SJ, 1591-1666. Ein Kölner Astronom am chinesischen Hof. Diözesanbibliothek, Köln 1992 (Ausstellungskatalog).
- Eckart Roloff: Johann Adam Schall von Bell: Ein Kölner Missionar unterwegs in riskanter Mission für Kalender und Kanonen, Sonne und Mond. In: Eckart Roloff: Göttliche Geistesblitze. Pfarrer und Priester als Erfinder und Entdecker. Verlag Wiley-VCH, Weinheim 2010, ISBN 978-3-527-32578-8, S. 93–114 (mit Hinweisen auf Erinnerungsstätten, Archive, Verbände u. ä.). 2. aktualisierte Ausgabe 2012 (Paperback) ISBN 978-3-527-32864-2.
- Manfred Spata: Wurde Adam Schall von Bell (1592–1666) in Glatz geboren? In: Archiv für schlesische Kirchengeschichte, Band 70, Aschendorff Verlag, Karlstadt (Main) 2012, S. 285–293, mit 3 Abb.
- Ernst Stürmer: Meister himmlischer Geheimnisse – Adam Schall, Ratgeber und Freund des Kaisers von China. Verlag St. Gabriel, Mödling 1980, ISBN 3-85264-143-8.
- Ernst Stürmer: Mit Fernrohr und Bibel zum Drachenthron. Adam Schall S.J. (1592-1666): Astronom, Freund und Ratgeber des Kaisers von China. Verlag tredition, Hamburg 2013.
- Alfons Väth: Johann Adam Schall von Bell, SJ. Missionar in China, kaiserlicher Astronom und Ratgeber am Hofe von Peking 1592–1666. (Überarbeitung) Steyler Verlag, Nettetal 1991, ISBN 3-8050-0287-4.
- Martin Gimm, Der Fall Prinz Rong im Prozeß gegen den Jesuitenpater Adam Schall in den Jahren 1664/65 in China, Harrassowitz Verlag, Wiesbaden 2018, ISBN 978-3-447-10985-7.
- Hartmut Walravens (2005) (v nemščini). "Schall von Bell, Johann Adam ". V Neue Deutsche Biographie (NDB). 22.  Berlin: Duncker & Humblot. str. 551 et seq.. (polno besedilo na spletu)

Leposlovje
- Uli Franz und Atandra Köster: Im Schatten des Himmels. Roman. dtv premium, München 2004, ISBN 3-423-20739-6.
- Wilhelm Hünermann: Der Mandarin des Himmels. Das Leben des Kölner Astronomen P. Johann Adam Schall am Kaiserhof zu Peking. Theodor Oppermann, Hannover 1954.

Razvedrilo
- 1993 gab die Kölner Bank von 1867 als Nr. 6 der Reihe „Cöln Comic“ das 24-seitige Heft „Johann Adam Schall von Bell. Mandarin vun China“ heraus. Die Farbzeichnungen stammen von Martin Muster, die Texte (auf kölsch) von Gérard Schmidt.